# Commonweal (časopis)
Commonweal jsou nejstarší katolické noviny ve Spojených státech. Sídlí v The Interchurch Center v New Yorku.

## Historie
Časopis založili v roce 1924 Michael Williams (1877–1950) a Calvert Associates jako nezávislé periodikum, organizované po vzoru The New Republic a The Nation, ale s redakčním zaměřením, které se věnovalo také zprávám o umění, literatuře, politice a společnosti. Časopis se prezentuje jako „přehled náboženství, politiky a kultury“ a je veden neziskovou společností osmnácti členů. Název Commonweal je inspirován politickou filozofií svatého Tomáše Akvinského, podle níž by rozhodující činitelé měli svou práci orientovat na obecné dobro společnosti.
Po propadu předplatného a čtenářů v roce 1951, který ohrozil jeho přežití, se periodicita změnila na měsíčník a obsahová nabídka se zaměřila na úvodníky, sloupky, eseje a poezii spolu s filmovými, knižními a divadelními recenzemi.
Mezi publikované autory patří: François Mauriac, Georges Bernanos, Hannah Arendtová, Gilbert Keith Chesterton, Hilaire Belloc, Jacques Maritain, Dorothy Day, Robert N. Bellah, Graham Greene, Emmanuel Mounier, Conor Cruise O'Brien, Thomas Merton, Wilfrid Sheed, Paul Ramsey, kardinál Joseph Bernardin, Abigail McCarthyová, Christopher Lasch, divadelní kritik Walter Kerr, Marilynne Robinsonová, Luke Timothy Johnson, Terry Eagleton, teoložka Elizabeth Johnsonová a Andrew Bacevich; povídky Evelyna Waugha, J. F. Powerse, Alice McDermottové a Valerie Sayersové; poezii W. H. Audena, Roberta Lowella, Theodora Roethkeho, Johna Updikea, Lese Murraye, Johna Berrymana a Marie Ponsotové; díla Jeana Charlota, Rity Corbinové, Fritze Eichenberga a Emila Antonucciho.
V průběhu své historie se Commonweal hlásil k liberální a moderní orientaci, důsledně odmítal sekty i náboženský dogmatismus a přitahoval řadu přispěvatelů, kteří vyjadřovali široké spektrum americké politiky a kultury, někdy bez vztahu k hierarchii a magisteriu katolické církve.
Kritizoval například intervencionistickou strategii senátora Josepha McCarthyho, který podporoval účast USA v korejské válce. V novějších letech, v letech 2001 a 2007, v roce 2009 otiskl sérii článků na podporu teologa Rogera Haighta.